# Ludwig Polstorf
Friedrich Ludwig Polstorf (Pseudonym: u. a. Sigismund Stille; * 11. Oktober 1775 in Lauenstein, Fürstentum Calenberg; † 18. April 1824) war ein deutscher lutherischer Geistlicher. 

## Leben
Seine Eltern waren Johann Friedrich Polstorf (* 23. Februar 1742 in St. Andreasberg) und Dorothea Elisabeth, geb. Bindseil (* 9. September 1750 in Einbeck). Neben Johann Heinrich Friedrich und Johanna Maria Dorothea hatte er noch sieben weitere Geschwister. Als Sohn eines Wachtmeisters im hannöverschen Garde du Corps verbrachte er die Kindheit in Wettbergen und Ronnenberg, bis sein Vater, wieder in Lauenstein, eine Stelle als Gograf erhielt. Hier erhielt Ludwig auch Unterricht in Musik. Nach der Konfirmation musste die Berufswahl getroffen werden und man entschied sich für den des Landschullehrers. 1789 wurde er zur weiteren Vorbereitung auf die Schule nach Hameln geschickt, wo er als Sänger im Chor seinen Unterhalt mit bestreiten sollte. Das Auskommen war dürftig und als einige ältere Chorschüler den Plan ausheckten, in Bückeburg einen Sängerchor zu errichten, folgte er ihnen 1791 bereitwillig. Er fand Aufnahme und Unterstützung im Hause von Karl Gottlieb Horstig, der 1792 hierher berufen war; ferner von Konrektor Schulz und Subrektor Rauschenbach. Er widmete sich dem Studium der alten Sprachen und wurde in klassischer deutscher Literatur unterwiesen. 
Im Herbst 1796 bezog er die Universität Rinteln, wo unter anderem Ludwig Wachler sein Lehrer war. Ab dem dritten Semester wohnte er bei Regierungsrat Philipp von Motz, dessen Sohn er unterrichtete. Hier lernte er die Tochter des Bürgermeisters und Rats Graebe kennen. Ab 1800 absolvierte er ein Theologiestudium in Göttingen, wobei er von Heinrich Philipp Sextro in Hannover gefördert wurde. Nach beendetem Curriculum wurde er Lehrer und Erzieher im Hause der verwitweten Gräfin von Münster, die abwechselnd in Osnabrück und dem Landgut Langelage lebte. Bald nach dem ersten Examen wurde ihm die Stelle eines Inspektors der Hofschule in Hannover angetragen, die er ablehnte. Stattdessen folgte er 1802 dem Ruf als Collaborator und Konrektor an die neu organisierte Schule in Hameln. 
1804 heiratete er die Bürgermeisterstochter Christel  Graebe (* 25. Oktober 1777 in Rinteln). Das Paar hatte fünf Kinder, darunter Elisabeth Dorothea Henriette Bicker (geb. Polstorff) und Friedrich Karl Polstorff. 
1808, nach dem zweiten Examen, wurde er als Prediger nach Celle berufen. 1815 unternahm er eine Reise zum Ukleisee bei Eutin. Polstorf verfasste überwiegend Predigten; posthum gab August Ludwig Hoppenstedt sein Trost- und Stärkungsbüchlein heraus, nachdem Polstorf einem einwöchigen Brustleiden am Ostersonntag erlegen war.

## Werke
- Die Fahrt nach dem Ugley über Hamburg, Kiel, Ploen u. s. w., veröffentlicht unter dem Pseudonym Sigismund Stille. Neudruck Verlag Bernd Schramm, Kiel 1976. Neudruck. Reisebericht einer Fahrt von der Lüneburger Heide zum Ukleisee im Jahre 1815.
- Reden an die Landsturms-Bataillone der Stadt Celle, gehalten am 25. März 1816 in der Stadtkirche (herausgegeben von v. Dzierzanowsky)
- Blicke in die letzten Lebenstage unsers Herrn; Verlag Friedrich Perthes; 1822
- Christliches Trost und Stärkungsbüchlein; 1826